# Coachwhips
Coachwhips was een Amerikaanse garagerockband uit San Francisco. De band werd in 2001 opgericht door zanger-gitarist John Dwyer. Hun debuutalbum Hands on the Controls werd nog datzelfde jaar opgenomen en verscheen in januari 2002. Toetseniste Mary Ann McNamara en drummer John Harlow werden later vervangen door respectievelijk Val-Tronic en Matt Hartman. In 2005 bracht de band hun laatste album Peanut Butter and Jelly Live at the Ginger Minge uit, waarna ze uiteengingen. Coachwhips kwam later nog enkele keren bijeen voor optredens, waaronder op SXSW in 2014, en bracht heruitgaven van hun albums uit op Dwyers label Castle Face. De band stond bekend om zijn rauwe, lo-fi geluid en onverstaanbare teksten.

## Geschiedenis
De band werd in 2001 opgericht door zanger-gitarist John Dwyer. Hij kwam van Providence (Rhode Island) aan de oostkust van de Verenigde Staten maar verhuisde in de jaren 90 naar de San Francisco Bay Area aan de westkust. Daar speelde hij in verschillende bands waaronder Pink & Brown. In een interview met Jared Soper van SLUG in 2005 zei Dwyer dat hij altijd al garagerock wilde spelen. Om het juiste geluid te krijgen, zocht hij bandleden die niet wisten hoe ze muziek moesten maken. Hij wees meerdere kandidaten af omdat hij ze te goed vond en ging uiteindelijk verder met toetseniste-tamboerijnspeelster Mary Ann McNamara en drummer John Harlow.
Coachwhips' debuutalbum Hands on the Controls werd vroeg in 2002 uitgebracht op het onafhankelijke label Show and Tell en op Black Apple. Nog in hetzelfde jaar verscheen opvolger Get Yer Body Next ta Mine dat een jaar later door het eveneens onafhankelijke label Narnack uit New York werd heruitgegeven. Vlak voor de opnames van Bangers Vs. Fuckers uit 2004 werden McNamara en Harlow vervangen door respectievelijk Val-Tronic en Matt Hartman. In 2005 kwam Peanut Butter and Jelly Live at the Ginger Minge uit. De titel suggereert dat het om een livealbum gaat. Dit is niet het geval; het is een studioalbum, waarvan de opnames wel 'live', oftewel ongepolijst, plaatsvonden. Hierna werd de band opgeheven. Dwyer begon het saai te vinden om dezelfde muziek te blijven spelen. Hij ging verder met Osees. In 2006 kwam Narnack nog wel met Double Death, een cd/dvd-set met B-kanten, zeldzame nummers en concertbeelden.
Coachwhips kwam in latere jaren nog enkele malen samen voor optredens. In 2012 werd er opgetreden op Total Trash Halloween Bash. In 2014 speelde de band op Villette Sonique in Frankrijk. Er was sprake van een heuse reünie waarna de band meerdere dagen SXSW aandeed. Voorafgaand aan de shows op SXSW trad de band ook op in Los Angeles. Heruitgaves van alle albums verschenen op het mede door Dwyer opgerichte label Castle Face.

## Stijl
De sound van Coachwhips is wel vergeleken met die van garagepunktrio's Oblivians en The Gories. Alex Henderson van AllMusic stelde dat Coachwhips zich liet inspireren door jaren 60-bands als The Kinks en The Rolling Stones. Dwyer gebruikte microfoons die hij aanpaste met onderdelen van telefoons en de snaren van een gitaar. Naar eigen zeggen haalde hij onderdelen uit telefoons van hotels waar hij verbleef als de band moest optreden, waardoor hij er nooit meer werd teruggevraagd.

## Discografie
Studioalbums
- Hands on the Controls, 2002
- Get Yer Body Next ta Mine, 2002
- Bangers Vs. Fuckers, 2004
- Peanut Butter and Jelly Live at the Ginger Minge, 2005